# Resident Evil: Outbreak File 2
Resident Evil Outbreak File 2 är en del i Resident Evil-serien.

## Handling
Racoon City så utbryter en epidemi som gör människorna i staden till zombier. Åtta överlevande måste ta sig ut ur staden innan militären släpper en atombomb över staden för att stoppa smittan. Spelet tar vid där första slutar. alla åtta karaktärerna spelar man de har olika styrkor och svagheter. Man kan spela ensam och få hjälp av två AI-kontrollerade karaktärer eller upp till fyra som stycken som ska hjälpas åt multiplayerläge.

## Karaktärer
- Kevin Ryman
- Mark Wilkins
- George Hamilton
- Cindy Lennox
- David King
- Alyssa Ashcroft
- Jim Chapman
- Yoko Suzuki